# Bolchoï Zelentchouk
Le Bolchoï Zelentchouk, ou « Grand Zelentchouk » (en russe : 'Большо́й Зеленчу́к) est une rivière du Nord-Caucase, affluent par la rive gauche du Kouban.

## Géographie
Sa longueur est de 158 km, et son bassin occupe 2 730 km2. Elle traverse la Karatchaïévo-Tcherkessie, le kraï de Stavropol et le kraï de Krasnodar. Elle naît de la confluence des rivières Arkhyz, Pchich (qui prend sa source au mont Pchich, 2 790 m) et Kizguytch, sur le versant nord du Grand Caucase, et se jette dans le Kouban à Nevinnomyssk.